# خط بری
خط بری (انگلیسی: Barrie line) یکی از هفت خط قطار سیستم گو ترانزیت در منطقه کلان‌شهر تورنتو، انتاریو، کانادا است. از ایستگاه یونیون (تورنتو) در تورنتو در جهتی به‌طور کلی به سمت شمال تا بری، انتاریو امتداد دارد و شامل ده ایستگاه در طول مسیر ۱۰۱٫۴ کیلومتری (۶۳٫۰ مایل) آن است.